# Lévignac-de-Guyenne
Lévignac-de-Guyenne é uma comuna francesa na região administrativa da Nova Aquitânia, no departamento Lot-et-Garonne. Estende-se por uma área de 25,08 km². Em 2010 a comuna tinha 694 habitantes (densidade: 27,7 hab./km²).